# Ansgar Müller

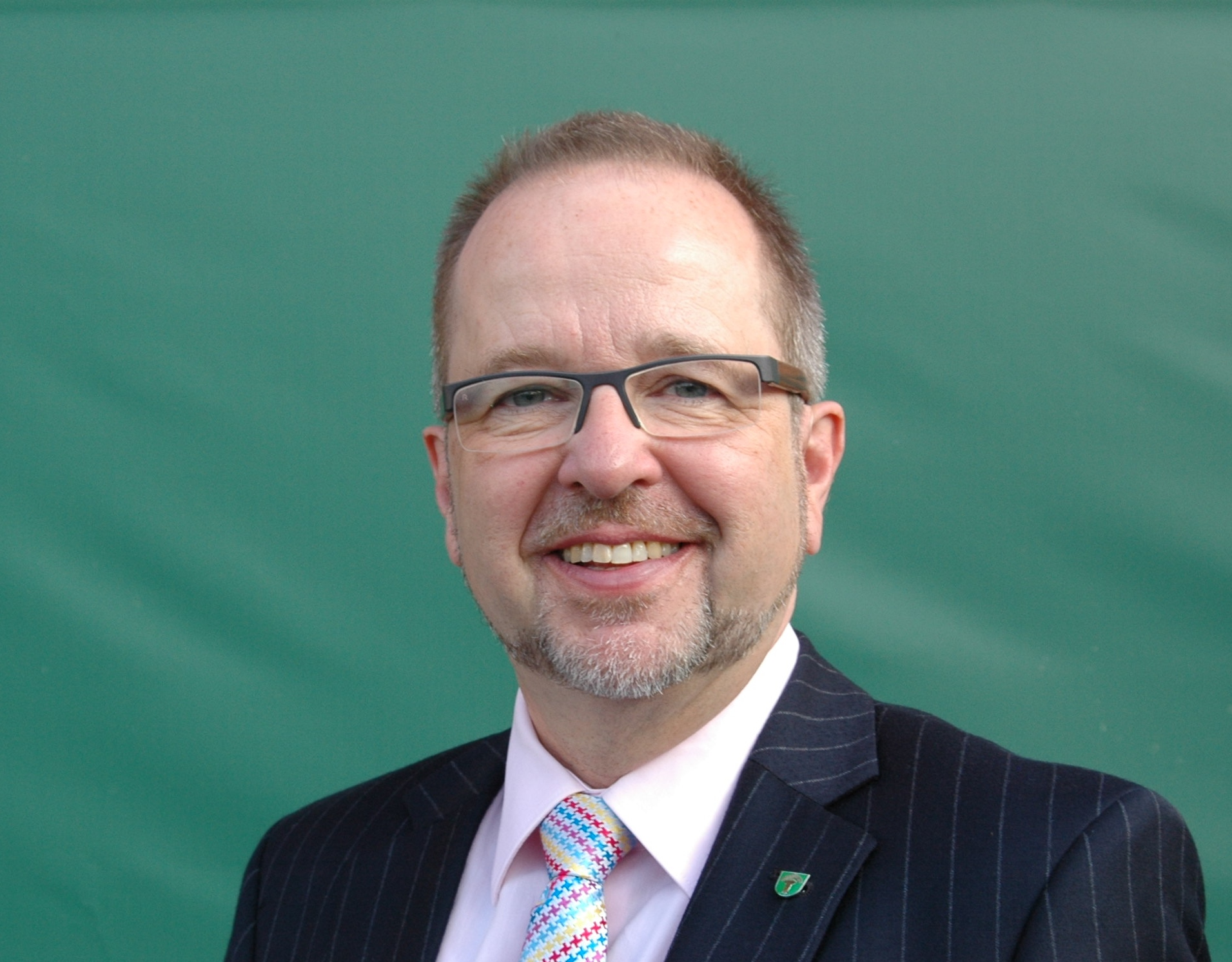
Ansgar Müller (2014)

Ansgar Müller (* 18. August 1958 in Jülich) ist ein deutscher Politiker der SPD. Er war von 2004 bis 2020 Landrat des Kreises Wesel.

## Leben
Müller wuchs in Kempen am Niederrhein auf. Von 1977 bis 1982 studierte er Rechtswissenschaften in Köln und Heidelberg. Danach war er von 1982 bis 1985 Referendar am Landgericht Wuppertal. Von 1985 bis 1987 arbeitete er als Wissenschaftlicher Referent am Freiherr-vom-Stein-Institut in Münster. Von 1987 bis 1990 war er Regierungsrat bei der Bezirksregierung Düsseldorf. 1988 erfolgte seine Promotion. Von 1990 bis 1996 war er Beigeordneter und Stadtkämmerer in Kempen. Anschließend war er von 1996 bis 2004 Kreisdirektor des Kreises Wesel, danach bis 2020 Landrat des Kreises Wesel. Bei den Kommunalwahlen 2020 stellte er sich nicht mehr zur Wiederwahl.
Im Januar 2021 wurde Müller zum Aufsichtsratsvorsitzenden der Niederrheinischen Verkehrsbetriebe gewählt.
Müller ist verheiratet und lebt inzwischen in Viersen.
Sein Vater, Rudolf H. Müller, war bis 1984 Oberkreisdirektor des Kreises Viersen.